# Provinz Bocas del Toro
Bocas del Toro (zu Deutsch: Münder des Stieres) ist eine Provinz im Nordwesten Panamas. Im Jahr 2023 hatte sie 159.228 Einwohner auf einer Fläche von 4654 km². Sie umfasst neben dem Festland sechs größere (Colón-Insel, Isla Bastimentos, Isla de Solarte, Cayos Zapatilla, Cristobal, Popa) und zahlreiche kleine Inseln.

## Bezirke
Die Provinz Bocas del Toro ist in vier Bezirke (distritos) eingeteilt:
- Almirante (Almirante, Bezirkshauptstadt)
- Bocas del Toro (Bocas del Toro, Provinz- und Bezirkshauptstadt)
- Changuinola (Changuinola, Bezirkshauptstadt)
- Chiriquí Grande (Chiriquí Grande, Bezirkshauptstadt)

## Geschichte
Im Jahre 1502 erkundete Christoph Kolumbus diese Gegend. In Zeiten Großkolumbiens wurde das Gebiet namens Bocas del Toro im Jahre 1834 gegründet. 1850 wurden die Bocas del Toro mit der Provinz Chiriquí zusammengelegt, später wieder getrennt und der Provinz Colón zugeführt. Am 16. November 1903 wurde auch diese Verbindung wieder annulliert und die Bocas del Toro wurden eine eigene Provinz. 
1941 wurde diese dann in zwei Bezirke eingeteilt, Bocas del Toro und Crimamola. Vier Jahre später wurde auch dies wieder rückgängig gemacht und es gab wieder nur eine Provinz. 1970 wurde der Bezirk Bocas del Toro in Changuinola umbenannt, der Bezirk Bastimentos fiel weg und drei neue kamen dazu und machten es zu dem, was es heute ist. Die Größe der Bezirke änderte sich 1997, als das Reservat Ngöbe-Buglé festgelegt wurde.
Die Feldbahnen der Chiriquí Land Company wurden Ende des 20. / Anfang des 21. Jahrhunderts stillgelegt.

## Tourismus

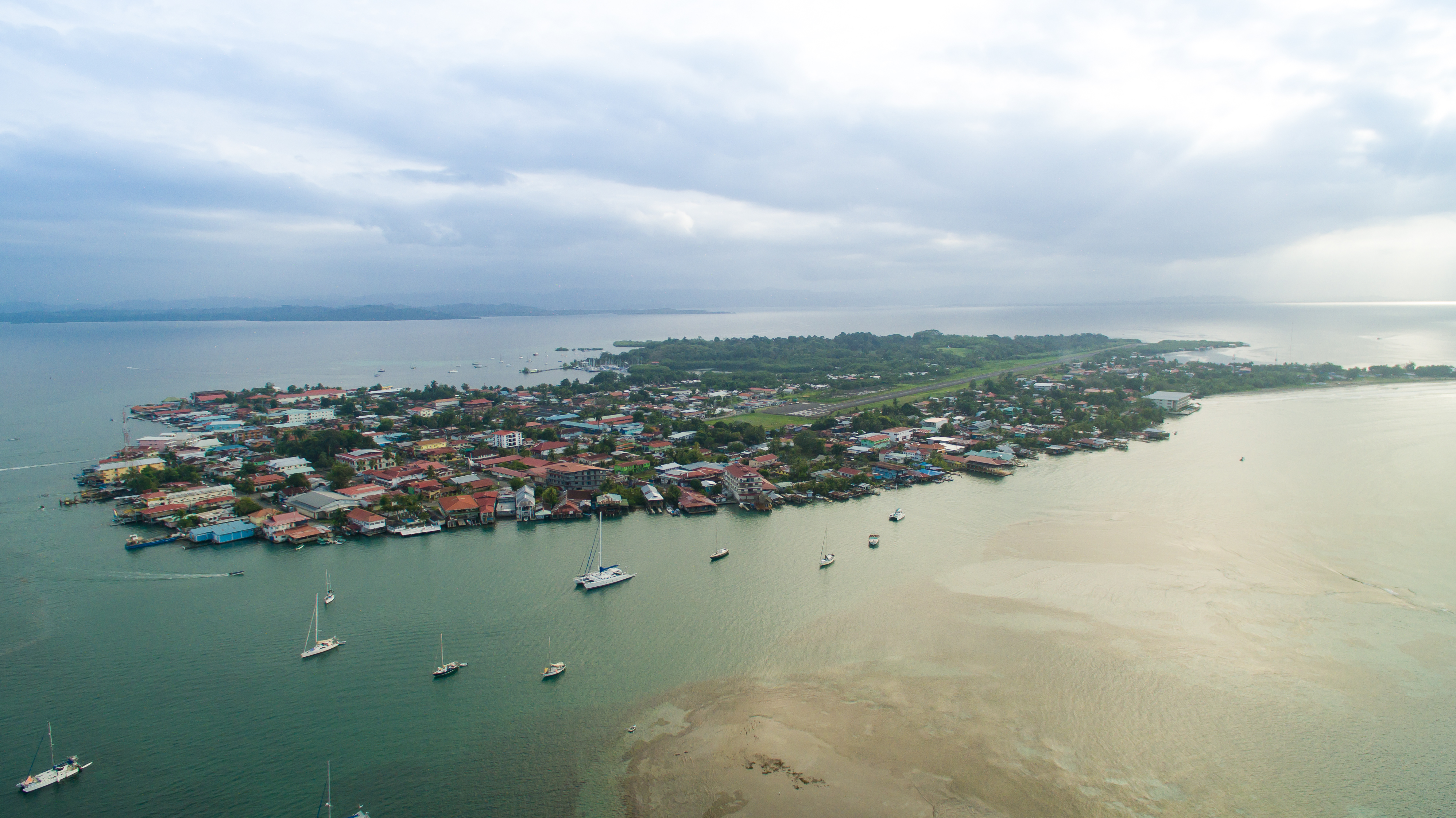
Bocas del Toro Panama

Unter Touristen sind die Bocas neben Panama-Stadt eines der beliebtesten Ziele – auf Grund des karibischen Flairs, der malerischen Umgebung und der leichten Erreichbarkeit von Costa Ricas Grenzübergang Sixaola aus.
Die Inseln bieten zahlreiche Unterkünfte, vor allem in der Provinzhauptstadt Bocas del Toro ist der Tourismus die bei weitem größte Einnahmequelle geworden.
Surfen, Schnorcheln, Tauchen und Boottrips gehören zu den Hauptaktivitäten in dieser artenreichen Region.

## Umwelt
Der Meeres-Nationalpark Insel Bastimentos ist ein Nationalpark, der große Teile der Insel Bastimentos, viele kleinere Inseln und zum größten Teil Meeresgebiete miteinschließt.